# Zecharia Sitchin

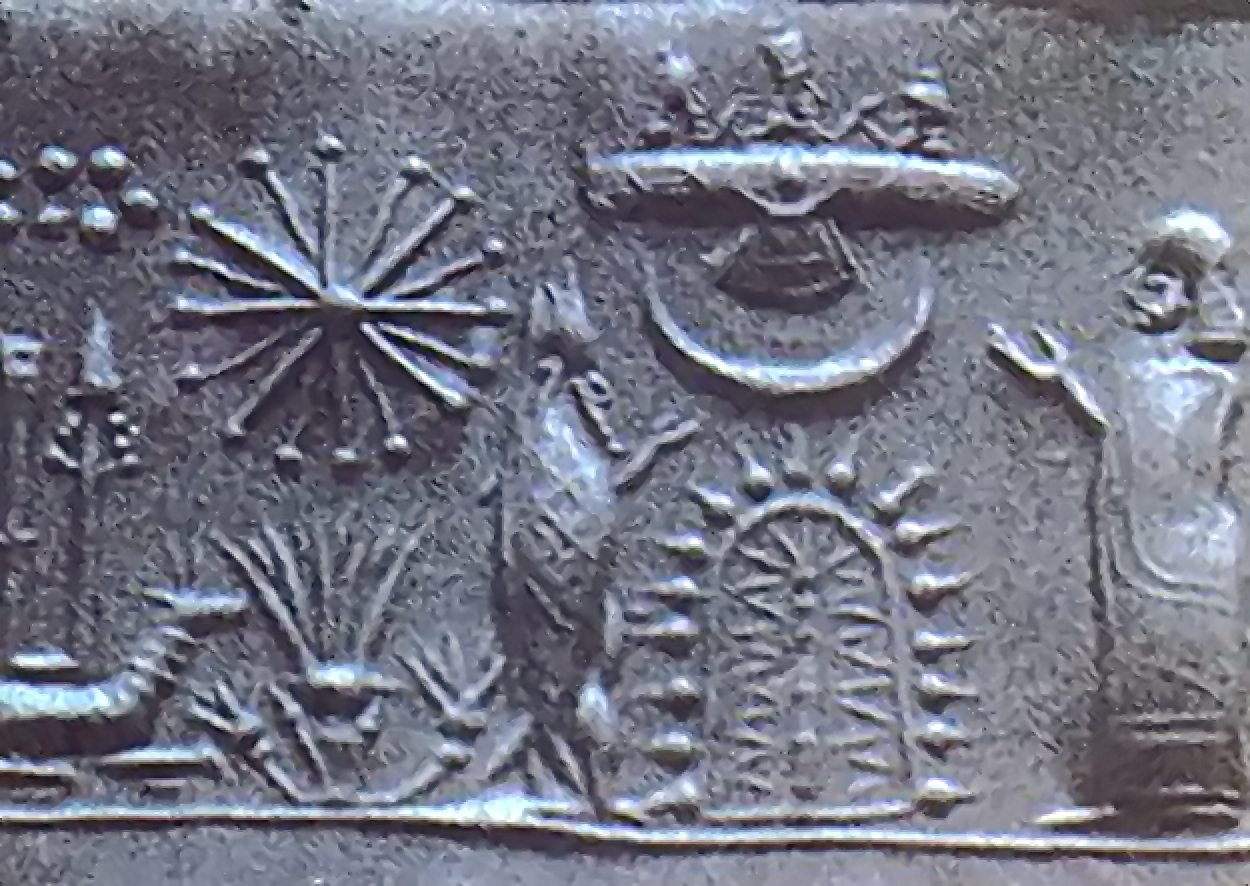
Sitchin atribuie rasei Anunnaki crearea culturii sumeriene antice precum și a celorlalte popoare

Zecharia Sitchin (în rusă: Захария Ситчин, Zaharia Sitcin, (n. 11 iulie 1920, Baku, RSS Azerbaidjană, URSS - d. 9 octombrie 2010, New York, New York, SUA) a fost un economist, jurnalist și scriitor american, pasionat de istorie antică. El a afirmat că ar fi tradus o parte din tăblițele sumeriene care promovează o explicație a originii omului ce implică venirea unor călători din spațiu numiți Annunaki. Aceștia ar fi colonizat pământul și ar fi creat omul, explicând ceea ce știința numea „veriga lipsă”. Sitchin atribuie rasei Anunnaki crearea culturii sumeriene antice precum și a celorlalte popoare. Pretinde că acești Annunaki ar fi o rasă de extratereștri de pe o planetă ipotetică, dincolo de planeta Neptun, numită Nibiru, pe care o consideră a fi situată pe o orbită alungită, rotația ei fiind de aproximativ 3600 de ani. El afirmă că mitologia sumeriană reflectă acest punct de vedere, precum și originile noastre ca specie. Speculațiile lui Sitchin sunt ridiculizate de mulți oameni de știință, istorici și arheologi, care au remarcat foarte multe probleme cu traducerile sale ale textelor antice, clasificând activitatea sa ca pseudo-știință.

## Cărți publicate
Zecharia Sitchin a scris mai multe cărți despre originea omenirii, printre care se pot aminti (toate titlurile în limba română indică traducerea acestora):
- A douăsprezecea planetă
- Trepte spre cer
- Războiul zeilor cu oamenii
- Codul cosmic
- Regatele pierdute
- La începutul timpului
- Întoarcerea la geneză
- Armaghedon 2012 - Sfârșitul lumii?
- Cartea pierdută a lui Enki

Netraduse în limba română
- Divine Encounters
- The Earth Chronicles Expeditions
- There Were Giants Upon the Earth

## Legături externe
- Materiale media legate de Zecharia Sitchin la Wikimedia Commons
- Mike Heiser - Site dedicat prezentării unor greșeli comise de Zecharia Sitchin